# STS-97
STS-97 или Полет 4А e сто и първата мисия на НАСА по програмата Спейс шатъл и петнадесети полет на совалката Индевър. Това е седми полет на совалка по строителството на МКС.

## Екипаж
| Пост                                | Астронавт                               |
| ----------------------------------- | --------------------------------------- |
| Командир                            | Брент Джет трети космически полет       |
| Пилот                               | Майкъл Блумфийлд втори космически полет |
| Специалист на мисията 1             | Джоузеф Танър трети космически полет    |
| Специалист на мисията 2             | Карлос Нориега втори космически полет   |
| Специалист на мисията 3 бординженер | Марк Гарно (СSA) трети космически полет |

## Полетът
Основната цел на полета е доставка в орбита на елемент П6 (Р6) от т. нар. Фермова комструкция и първите слънчеви батерии с обща мощност 64 кW.
Елемент П6 е най-тежкият от всички елементи на Фермовата конструкция, а слънчевите панели се намират в сгънато състояние. Разгънати са с дължина около 73 метра. Фермата е извадена от товарния отсек на совалката веднага след излизане в орбита за аклиматизация. Самото и скачване със станцията става с помощта на манипулатора на совалката на третия ден от полета. На 3 декември астронавтите Джоузеф Танър и Карлос Нориега извършват първото си излизане в открития космос, по време на което се осигурява правилното прехвърляне и монтаж на секция П6 с ферма З1 (Z1) и разгъването на слънчевите панели. По време на втората „космическа разходка“ астронавтите присъединяват електрическите линии на „новите“ части към модула Юнити. Отстранени са и вече ненужните защитни елементи от термопокритието. Извършена е и трето излизане за ремонт по едната слънчева батерия и монтиране на телевизионна камера на модула „Юнити“.
На станцията е Експедиция 1 и това е първият екипаж, който я посещава. На 8 декември е отворен люка, разделящ двата екипажа и те се срещат за първи път. Разделянето се налага поради необходимостта от излизания в открития космос и различните „атмосферни“ налягания, свързани с това в двете части на станцията. Прехвърлени са различни товари за и от станцията: храна, облекло, вода, медицинско оборудване и др. На 9 декември станцията и совалката се разделят и около две денонощия по-късно тя се приземява успешно в Космическия център „Джон Кенеди“.

## Параметри на мисията
- Маса на совалката при старта: 120 742 кг
- Маса на совалката при приземяването: 89 758 кг
- Маса на полезния товар:7906 кг
- Перигей: 352 км
- Апогей: 365 км
- Инклинация: 51,6°
- Орбитален период: 91.7 мин

Скачване с „МКС“
- Скачване: 2 декември 2000, 19:59:49 UTC
- Разделяне: 9 декември 2000, 19:13:00 UTC
- Време в скачено състояние: 6 денонощия, 23 часа, 13 минути, 11 секунди.

### Космически разходки
| № | Участници                      | Начало                    | Край                      | Продължителност  |
| - | ------------------------------ | ------------------------- | ------------------------- | ---------------- |
| 1 | Джоузеф Танър и Карлос Нориега | 3 декември 2000 18:35 UTC | 4 декември 2000 02:08 UTC | 7 часа 33 минути |
| 2 | Джоузеф Танър и Карлос Нориега | 5 декември 2000 17:21 UTC | 5 декември 2000 23:58 UTC | 6 часа 37 минути |
| 3 | Джоузеф Танър и Карлос Нориега | 7 декември 2000 16:13 UTC | 7 декември 2000 21:23 UTC | 5 часа 10 минути |

## Галерия
- Совалката на стартовата площадка.
- Астронавтът Джоузеф Танър по време на третата си „космическа разходка“.
- Поглед към МКС след откачването на совалката. Новите панели са в горната част от снимката.